# Commercial International Bank
Commercial International Bank Egypt (CIB) — египетский банк. Его сеть насчитывает 208 отделений, а также дочерний банк в Кении, представительства в Эфиопии и Дубае. В списке крупнейших публичных компаний мира Forbes Global 2000 за 2021 год банк занял 1524-е место (987-е по чистой прибыли, 1144-е по активам).
Банк был основан в 1975 году как совместное предприятие Chase National Bank с Национальным банком Египта (49 и 51 процент соответственно). В 1987 году американский банк продал свою долю. Постепенно доля Национального банка в CIB сокращалась, в 2006 году были проданы последние 19 %.